# Les Enfantômes
Les Enfantômes est le sixième roman de l'écrivain québécois Réjean Ducharme, publié en 1976. 

## Résumé
Le roman explore les thèmes de l'amour, de la perte et de la quête de soi à travers l'histoire du personnage de Vincent. Jeune homme solitaire et marginal, sensible et candide, Vincent erre dans les rues de Montréal et poursuit la quête de retrouver son innocence perdue. Le récit ducharmien est divisé en trois parties, chacune correspondant à une rencontre de Vincent avec une femme différente: Urseule, Madeleine et Sharon. Ces femmes bouleversent la vie de Vincent, l'aiment, le blessent et l'aident à grandir, en l'obligeant à confronter son passé.

## Réception
Il remporte le prix Québec-Paris 1976. Le roman a été salué par la critique pour son originalité, son écriture et ses personnages attachants. Il est considéré comme l'un des romans les plus importants de la littérature québécoise. On y reconnait le style d'écriture ducharmien, unique et reconnaissable, qui utilise un langage poétique et imagé, des phrases souvent courtes et percutantes.